# Подбјелавићи
Подбјелавићи су насељено мјесто у Босни и Херцеговини у општини Какањ које административно припада Федерацији Босне и Херцеговине. Према попису становништва из 1991. у насељу је живјело 730 становника.

## Становништво
| Националност       | 1991.        |
| Хрвати             | 455 (62,32%) |
| Муслимани          | 190 (26,02%) |
| Срби               | 9 (1,23%)    |
| Југословени        | 50 (6,84%)   |
| остали и непознато | 26 (3,56%)   |
| Укупно             | 730          |

Подбјелавићи као самостално насељено мјесто постоје од пописа 1991. године. До тада су се налазила у саставу насељеног мјеста Бјелавићи.